# Helper
Pour les articles homonymes, voir Helper (homonymie).
La ville de Helper est située dans le comté de Carbon, dans l’Utah, aux États-Unis. Elle comptait 2 201 habitants lors du recensement de 2010.

## Source
- (en) Cet article est partiellement ou en totalité issu de l’article de Wikipédia en anglais intitulé « Helper, Utah » (voir la liste des auteurs).